# カーナビラジオ午後一番!
カーナビラジオ午後一番!（カーナビラジオ ごごいちばん!）は、HBCラジオが1996年4月8日より平日午後に放送しているラジオワイド番組。現在は月曜日 - 木曜日 12:00 - 16:00、放送開始から2022年3月25日までは月曜日 - 金曜日に放送。
キャッチコピーは『北海道の午後に笑いと涙と興奮を!』。

## 出演者

### メインパーソナリティ
- YASU（歌手・ローカルタレント）番組開始当初より担当
- 山根あゆみ（HBC社員・ラジオ本部ラジオ局編成制作部・メディア制作兼務）2009年7月1日 -

### 中継レポーター（中継班）
- すずらん（漫才コンビ、月曜・火曜）2024年9月30日 -
- 讃岐花笑（元ファイターズガール、水曜・木曜）2024年10月2日 -

### お天気キャスター
HBCウェザーセンター所属のキャスターが持ち回りで担当。2021年4月現在、12:30（函館・室蘭放送局と帯広・釧路放送局エリアは別コーナー）と15:30のニュース・交通情報・天気予報の枠に出演する。

### 過去の出演者
- 田村美香（フリーアナウンサー・ローカルタレント。元HBCアナウンサー）1996年4月8日 - 2009年6月26日
- DON（ローカルタレント）1996年4月8日 - 2002年10月4日（最初の半年間はナレーター出演の扱い）
- 近藤はじめ（HBCアナウンサー・気象予報士。カーナビ情報センター）[1]　2002年10月7日 - 2004年4月2日
- 関博紀（HBCアナウンサー。カーナビ情報センター）2004年4月5日 - 2010年3月26日[2]
- デビル佐々木（中継レポーター）[3]　1996年4月8日 - 2007年4月23日
- 川井"J"竜輔（中継レポーター。劇団イナダ組）デビル佐々木降板後 - 2007年6月（期間中は大森俊治と交替で出演）
- 斉藤こずゑ（コーナー出演）[4]
- 三国由香（お天気キャスター。当時HBCウェザーセンター）「デビルのマジカルアフタヌーン」出演時は、レコード室勤務。「れんたろう」として出演していた。のちに、HBCウェザーセンター勤務。HBCウェザーセンター勤務後も「デビルのマジカルアフタヌーン」に継続出演していた。
- 相原恵理子（お天気キャスター。当時HBCウェザーセンター）
- 浅川かがり（お天気キャスター。当時HBCウェザーセンター）
- 井坂綾（お天気キャスター。当時HBCウェザーセンター）2009年7月 - 2011年3月
- 森山知洋（月曜 - 水曜。お天気キャスター。当時HBCウェザーセンター）2011年4月 - 2017年4月28日。2017年5月から2021年10月までは午前中の番組「朝刊さくらい」及び「気分上昇ワイド ナルミッツ!!!」を担当していた。
- 金子智也（歌手）木曜のみ。とくミッツ!!!のコーナーにスタジオ外で出演（後者）。2019年4月11日 - 2020年3月26日
- 木村比査子（お天気キャスター。当時HBCウェザーセンター） - 2020年12月
- 大森俊治（「ロミオマシーン」ボーカル）（中継レポーター）2007年4月24日 - 2021年3月26日
- 中井美雅（お天気キャスター。当時HBCウェザーセンター） - 2021年3月

## 概要
- 長らく聴取率が低迷していた9時台・13時台・16時台のワイド番組を全面刷新することに加え、毎時00分と30分にニュース・天気・交通情報を入れるフォーマットの放送体制へ改めるにあたり、目玉番組として始まった。ドライバーをメインターゲットとした情報番組として[5]、深夜番組で人気を得ていたYASUを起用し[6]、当初はスーツを着て番組に臨んだものの「真面目なことは求められていない、変なおじさんで行こう」といった思いが生まれ、情報番組の側面を持ちつつ深夜放送的なトークを両立したスタイルで進行している[7]。
- HBC本社の「ラジオ第3スタジオ」から4時間生放送。スタジオを離れて、全編中継による公開生放送[8] となる場合もある。
- 放送時間は当初13:05 - 15:30でスタートし[5]、1996年10月から13:00 - 15:30となり、1999年4月に12時台の「お昼の歌謡曲」（本社制作）をはじめとした道内各放送局毎制作のローカル番組がコスト削減で廃止された事と番組の聴取率上昇を受け、12:00 - 16:00まで放送枠が拡大された[9]。
- 2002年4月の改編で番組内容を大幅にリニューアル。リスナーからのメッセージを中心とした現在の番組スタイルとなる。
- 2003年4月から事前告知番組「ちょいなび」（11:55 - 12:00）がスタート。今日のメッセージテーマの紹介とCMスポンサーのPR告知（パブリシティ）の内容で構成されていたが、2016年3月25日で放送終了した。
- 2004年4月からディレクターなどの番組制作スタッフをHBC社員から子会社のHBCメディアクリエートに変更した。HBCメディアクリエートは2015年にHBCフレックスと合併し、同社のラジオ制作部となっている。
- 2010年12月29日には放送回数が4000回に達したが、番組開始当初は必ずしも順調な船出ではなかった。徐々に聴取者からの支持を得て、2006年夏季の聴取率調査で1位となり、この時間帯としては1984年以来22年ぶりにSTVラジオを破った。2008年は夏季・冬季調査共に、放送中の1時間毎平均聴取率で同時間帯1位を獲得した[10]。その後も2009年夏季調査では2.8%、2009年冬期調査では2.9%を記録し、同時間帯番組で単独トップを獲得。2010年6月の聴取率調査では、13時台のみトップを獲得。2010年12月の聴取率調査では全時間帯トップとなった。
- 2012年12月の聴取率調査では3.3%と2位以下に大差をつけてのトップとなった。
- 2007年春の改編からは、プロ野球のファイターズ戦がデーゲームで中継される場合には、内包されている箱番組を集約し、短縮版「デーゲームスペシャル」として12:55で終了する場合もある。この場合、改編当初は関博紀が、関の降板後は山根あゆみ又はYASUが単独で担当する形となっている。山根が担当の場合YASUと大森俊治は休みとなるが、急遽デーゲームが雨天中止になった場合などは通常放送に切り替えとなる。ファイターズのデーゲームが14時開始の場合は13:55までの放送で、YASUも出演する。また、カーナビ紅白歌合戦の際も、ファイターズ戦が13時開始の場合と同様に、12時台にコーナーを集約させる場合がある。
- 2009年6月15日の番組内で、番組開始以来13年余に渡り出演してきた田村美香が番組を卒業する旨を発表。同年10月改編でのHBCラジオ新番組「山ちゃん美香の朝ドキッ!」に出演する事が決定し、それに向けて充電・準備期間に入る為で、6月26日の出演が最後となった。これに伴い、6月の残り2日分は同年入社の新人アナウンサー・堰八紗也佳（6月29日）と室谷香菜子（6月30日）が担当した[11]。
- 田村美香に代わり2009年7月1日からメインパーソナリティを担当している山根あゆみは、ラジオ局営業部で「カーナビラジオ午後一番!」などのラジオCM営業・広告代理店営業を担当していたHBC社員。当番組への出演に伴い同日付でラジオ局編成制作部に異動し、アナウンサー以外の社員として出演している[12]。アナウンサー以外のHBC社員が自社のラジオ番組にレギュラー出演者として登場した例は、かつてYASUも出演していた深夜番組「真夜中らじお組」の開始初年度で全曜日のパーソナリティを社員ディレクターが務めて以来となり、異例の起用。
- アナウンサーとしての基礎が確立していた田村と異なり、山根はほぼ未経験の状態からスタートしたため、従来田村が担当していた提供クレジット、道路情報・天気予報の原稿読みなどは、当初YASUと関が中心となって担当していたが、提供クレジットは2009年7月13日より、7月27日からは天気情報、8月31日から道路（交通）情報も山根が担当するようになった。
- 札幌放送局では放送開始6分前[13] に番組宣伝のスポットCMを放送しているが、11時45分から11時55分は道内各局別番組枠のため、一部の放送局では番宣CMが流れない場合があった[14]。なお、2016年3月28日から、道内各局別番組枠は10:50 - 11:00、「気分上昇ワイド ナルミッツ!!!」内に内包されている。
- 2002年10月より、30分毎ニュースなどの情報ゾーンをレギュラーで担当するHBCアナウンサーを『カーナビ情報センター』と位置づけ、その他のコーナーでも登用してきたが、2代目の関が2010年3月26日の放送で降板したのを機に終了。3月29日の放送からの情報ゾーンは、「ちょいなび」を含めHBCアナウンサーが日替わりで担当していた。
- 後述する番組内の企画から誕生したオリジナルソング第一弾「ラジオは魔法の周波数」が、2011年12月12日より玉光堂とHBCホームページで発売されている[15]。
- 2020年7月には放送25周年ソング「照れくさいけどBe With You」が発売され、番組のオープニング・エンディングに使用していた。
- 2022年春の番組編成で月 - 金の週5放送から月 - 木の週4放送になることになった。
- 2024年6月11日は、YASUがTBSテレビ系全国ネットの朝の生放送番組『ラヴィット!』で、当日誕生日を迎えた山添寛（相席スタート）のお祝いとしてサプライズゲストで出演した関係で当番組を休演。HBCアナウンサーの波多野裕太が代演した[16]。また翌日12日には「教えて!ラヴィット!裏話」をテーマにラヴィット出演への裏話を中心に展開された[17]。これが影響しYASUは同年12月27日の『ゴールデンラヴィット!』（21:00 - 23:55にTBS系全国ネットで放送）にも出演[18]。当日は通常当番組が放送されない金曜日であったが、後述の『カーナビ紅白歌合戦』を16:00まで生放送しており、その直後にTBSテレビに向かうというハードスケジュールとなった。

## 現在の主なコーナー
今日のメッセージテーマ
主にその日のニュースに因んで日替わりのテーマを設定した上でリスナーからメッセージを募集しトークを行う、番組のメインコーナー。「全体のメッセージテーマ」とも称される。12時台前半・13時台前半を中心に随時紹介される。また毎週木曜日については「大喜利デー」と称し、その日の最も面白いメッセージ1名に撮り下ろしのデジタル表彰状画像をEメールで送付している。
過去には毎日抽選で1名に「きのとや」のバウムクーヘン、2022年から2024年12月までは月替わりの日本ハム製品をプレゼントしていた。当選者は番組の最後に紹介する。
セイコーマート YASUの大盛りごちソング
リスナーの思い入れのある曲やリスナーが「CD発売前に聞きたい!」等とリクエストされた曲をフルコーラスで流す。セイコーマートのパブリシティ枠も兼ねており、リクエスト曲の後おすすめ商品やキャンペーン情報を紹介する。2021年度までの金曜放送時には「思い出ワインセラー」としてリスナーからの思い出のエピソードとそれにまつわるリクエストを紹介、採用者にはセイコーマートからワインがプレゼントされた。
カーナビトレンドワード
13時台のメインコーナー。SNSや芸能ニュース・エンタメ情報などからキーワードを取り上げてトークを行う。2011年10月から開始し、かつては「カーナビエンタメハイウェイ」のタイトルだったが、2022年度よりリニューアル。「トレンドアナウンサー」としてHBCアナウンサー1名が出演するとともに3つのニュースを紹介、最後の1件についてはクイズ形式としキーワードのみを最初に紹介しYASUと山根がニュース内容を予想して解答した後詳細を取り上げる形としている。
情報ハイウェイから芸能情報を独立させたコーナーだが、カーナビ news.jp（14時台）でも芸能関係の情報を取り上げる場合がある。歌手や音楽グループを迎えてのゲストパートを行う場合もあり、その際はゲストにまつわるキーワードに沿ってトークを展開する。またトークと共にYASUのギターで弾き語りをする歌声喫茶「やっちゃん」を開く場合もある（後述）。
チョイスナビゲーション～ちょすなび～
（13:40頃 - 13:50頃）
歌手からのゲストコメントを紹介する録音コーナー。13時30分のニュース・道路・天気情報に続き40分までの5分間トークやメッセージ紹介の後に実施。まず、もんすけによるタイトルコールとゲストの紹介、ゲストからの自己紹介と一曲をお送りした後、もんすけからの質問「チョイスクエスチョン」に答える。質問後は自己PRとメッセージ、そしてゲスト自身の曲をもう一曲紹介する。稀に電話での出演になったり、ゲストなしでHBCラジオ今月の推薦曲の曲だけの紹介だけになることもある。
2021年度まではゲストが1 - 20までの番号を選び、番号毎に設定されたYASU又は山根が吹き込んだ質問に答える内容としており、回答数はゲストによって上下していた。
カーナビ中継　
13時50分頃のコーナー。トピッカーのキャスタードライバーが担当していたが、キャスタードライバー制廃止後の2024年9月30日からは漫才コンビのすずらん（月曜・火曜）と讃岐花笑（元ファイターズガール、水曜・木曜）がレポーターを務める。
2020年までは14時50分頃にも中継パートを設けていたが、新型コロナウイルス流行に伴い削減された。
カーナビ news.jp（ニュースドットジェイピー）
14時台のメインコーナー。話題の社会、道内のニュース・スポーツなどを取り上げてトークを行う。関係者などへ電話を繋いだり、スタジオに出演してトークを行う事も多い。当初は「カーナビ情報ハイウェイ」として実施され、番組開始当初から基本的な内容がほとんど変わっていない唯一のコーナー。　
ティーバイティーに「ウッチャオ!」
（月曜・木曜 14時20分頃）
ティーバイティーガレージの社員と共に、買い取った車やタイヤ・ホイール等カー用品、除雪機・耕運機等重機類の査定額の紹介や会社紹介を行う。
今旬!いいもの百貨店（ラジオショッピング）
（2024年9月30日開始、14:35 - 14:50）
カーナビリサーチ～人生の選択～（14時50分頃）
X（旧：Twitter）のアンケート機能を使ったコーナー。13時台冒頭にて主にその日のテーマに因んだ質問と最大4択までの選択肢を出題し、番組公式アカウントでのアンケート付き投稿にて投票と返信機能を用いてのメッセージを14時まで受け付け、最終的に選択肢ごとに寄せられたメッセージとそれに対してYASUと山根が感想を述べた後最終結果として選択肢毎の得票率を発表する。2018年10月1日開始、初回テーマはラーメンはみそ味かしょうゆ味かであった。
おとなのカーナビカウントダウンDX（15時05分頃）
15時台のメインコーナー。主にその日のテーマに因んで毎日出されるランキングテーマに対してリスナーからリクエストを募りベスト5を紹介する。ベスト5発表時の項目ごとのBGMには歌手をテーマとした場合は代表的な曲、それ以外の場合は関係性のある曲が流れる。5位から2位、2017年現在は割愛されることが多いが1人しか投票がなかったが納得できるものなどの番外、1位の順番で紹介 。14時の時報後にテーマが発表され、14時半まで投票メッセージを受け付ける。
日替わりミニ番組（2025年3月31日開始 15時35分頃 - 15時45分頃）
- あばれる君のイグニッションラジオタイム（かしわプロダクション制作、月曜日）
- 道内工業高校生応援チャンネル どさんこテックハイスクール -未来ナビ- （火曜日、2025年7月1日開始　再放送：土曜 18:45 - 18:55）

これからの北海道のモノづくりを担う道内各地の工業高校生を応援する番組。ナビゲーターは堀内美里アナウンサー。
- アナログタロウ 痛快!アナログヒッパレ〜♪（かしわプロダクション制作、水曜日）
- うまいもの見っけ!（かしわプロダクション制作、木曜日）

なおファイターズのデーゲーム中継で短縮放送の場合は休止。また、後述の『桂宮治のザブトン5』の後番組として放送しているため、各番組本編後の1分間をJRNネットワークセールスのCM枠として設けている。そのため、ファイターズのデーゲームの中継による休止時は、試合中に当該CM枠を挿入して対応している。
カーナビセレクション
15時台後半の日替わり企画コーナー。
- 月曜日「コミュニティFM」：週替わりの北海道内のコミュニティFMから電話を繋ぎ、その地域からの情報を紹介する。
- 火曜日「カーナビタイムショック」：春・秋の感謝週間に不定期企画で行っていたコーナー（後述）のレギュラー化版。リニューアル後は1問正解毎に500円。全問正解でボーナスが加算され最大1万円の賞金としている。 夏休み期間（8月第1週 - 第2週）には18歳以下の子供と挑戦をすることがある。1問正解ごとに500円の図書カードをプレゼント。全問正解で5000円分の図書カードと、もんすけグッズをプレゼントしている。
- 水曜日「The HOKKAIDO BEER サッポロクラシック Presents THE HOKKAIDO LOVE」：2025年1月から開始。月替りのテーマでリスナーから思い出話やテーマにまつわるエピソードを募集し毎日1通を紹介する。メッセージ採用者にはサッポロクラシックと番組のコラボステッカー、毎月1名にサッポロクラシック350ml缶24本1ケースをプレゼントする。
- 木曜日「今週のハイライト」：その週の放送内容から面白かった部分をハイライトとして聞きながら振り返る。ポッドキャストやYouTubeでの配信も行っている。

この他、プロ野球の日本ハム戦がデーゲームとなる日は、一週間先に放送もしくは中止となることもある。

### 不定期企画
恋をしようキャンペーン
当日は番組メッセージテーマを含め、恋愛に関する内容を主軸に据えた構成となる。その際、15時台のコーナーである、おとなのカーナビカウントダウンDXでは恋愛ソングのランキングになることが多い。
ゲストコーナー
ゲストがタレントやお笑い芸人の場合は、主に「カーナビトレンドワード」で出演。ミュージシャンや歌手の場合は「おとなのカーナビカウントダウンDX」に出演。当日は聴取者からの募集を行わず、ゲストのエピソードにちなんだ特別編成となることがある。
カーナビタイムショック
「街角リクエスト」の枠を2009年10月よりリニューアルされ月曜日は山根、水曜日は大森、金曜日はYASUが外に出て3分ほどのプチ中継を行った。YASUの時に行った「街角タイムショック」が、11月より全枠「街角タイムショック」となる。
街角タイムショックは「クイズタイムショック」のパロディーで、矢継ぎ早に出題される10問の問題に中継先から答える。10問全問正解で100万円と詠っているが、実際に100万円が支給されるのかは謎で現在の所パーフェクトは出ていない。しかし2009年11月13日の放送でYASUが10問正解を達成。しかしこれは手違いで11問出題されてしまい、1問不正解の結果10問正解であった。YASUは「10問正解したんだから100万円だ」と訴えたが却下された。
正解が3問以下の場合は本家同様、椅子が回るという事になっているが、中継先で椅子はないのでその場をぐるぐる回る事になる。
2010年12月と2011年8月の聴取率調査週間でリスナー参加型「街角タイムショック」を行い、これが好評だったため2011年10月からレギュラー化された。その後名称も「カーナビタイムショック」に変更された。賞金は1問正解ごとに1000円、10問全問正解で20000円。現在はHBCラジオの春・秋の大感謝週間で行われることが多い。その際、7問以上正解でシチズンの腕時計が貰える。もし、6問以下だった場合、視聴者のFAXやメールの中から1名にプレゼントされる。
事前にコーナーの受付を行い、参加のFAXとメールの中から一名を選び、その人に電話をかけて、クイズが始まる。もし、5回コール以内に出ないか、留守電になると次の人に電話するが携帯電話だった場合、もう一度かけ直すことがある。
2021年3月から日替わりコーナー（ナーナビセレクション）の火曜日で実施されているが時計のプレゼントは行っていない。

## 過去の放送内容

### 12時台
- 昼のニュースフラッシュ（12:05 - 12:20）
- カーナビ情報ランチ：芸能ニュースをランチに見立て、Aランチ・Bランチ・Cランチと3つのニュースを紹介。ニュースの内容により値段をつけて評価をしていた。2002年3月終了。
- DONの情報ファクトリー→DONのバースデー・バースデー：DONがその日（金曜日の場合は、週末も含む）誕生日の芸能人や歴史上の人物を紹介する。（12:25 - 12:30）2001年9月終了。
- 突撃！あなたの昼ごはん（12:25 - 12:30）リスナーと電話をつないで、リスナーが食べる昼ごはんのヒントをリスナーから出してもらい、YASUと田村美香が昼ごはんのメニューを当てるコーナー。出場者には「カーナビ開運夫婦箸」がプレゼントされる。（2001年10月 - 2002年3月）
- オープニングチャンス カーナビラジオ午後一万!：『クイズ・福沢君と樋口さん』の前身。10面ダイス2つで電話番号の末尾2桁を抽選して応募を受け付ける。受け付けた電話の中から抽選で一人を選び、電話をかけ、合言葉を答えられた場合一万円紙幣をプレゼントしていた。この合言葉は、大抵の場合その日のメッセージテーマである。（12:00，12:25 - 12:30）
- オープニングチャンス クイズ・福沢君と樋口さん：2006年10月スタート　電話で応募を受け付ける。電話番号は固定電話でも携帯電話でも構わない。受け付けた電話の中から抽選で一人を選び、電話をかけ難易度の高い「福沢君問題」と難易度の低い「樋口さん問題」のいずれかを選択してもらい、正解なら前者のクイズでは一万円紙幣、後者なら五千円紙幣をプレゼントしていた。スタート当初は10面ダイス2つで電話番号の末尾2桁を限定していたが、「応募数が少ない」という理由で、限定解除に至る。2006年12月8日放送分をもって終了。（12:25 - 12:30）
- デビルのマジカルアフタヌーン：デビル佐々木と当時レコード室（後にウェザーセンター）勤務だった「れんたろう（三国由香）」とのトークコーナー（12:35 - 13:00、函館放送局エリアでは第2・4金曜のみ別コーナーを放送していた時期がある）。元々は中継コーナーにおいて、デビルが昭和風のやや古いノリのDJを演じ、メチャクチャなラジオ番組を面白半分にやっていたものであるが、1998年、ナイターオフ期間の夕方に「デビルのマジカルナイト」としてレギュラー化（平日18:30 - 19:00）。1999年4月にカーナビが4時間番組に拡大されるのに伴い、12時台後半のコーナーに内包される事になった。イントロしか曲がかからない、エコーは自分の口で行う、「デビネット　ラジオショッピング」という「ジャパネットたかた」のパロディを行うなど、昼としては非常に斬新な内容であった。2002年3月終了。
- お茶のマートラジオショッピング（12:43 - 12:48）2006年10月 - 2009年10月22日
- NITTEN ハートフルシュガーレター（12:56 - 12:59）2012年3月終了。

### 13時台
- 今日の気になる顔：新聞・スポーツ新聞や東京発行の夕刊紙・週刊誌・業界紙の中の気になる記事から、その話題の人物や出来事・情報・疑問などを徹底的に掘り下げて、面白おかしく紹介する13時台のメインコーナー（13:05 - 13:15）2002年3月終了。
- スクープ大賞：リスナーから寄せられた「私が出会ったとっておきのスクープ」を紹介する。最初は金曜日13時台のメインコーナーであり、毎月最終週金曜日にその月の投稿スクープの中から大賞を決めていた。2002年4月から時間を短縮し毎日のコーナーとなり、投稿の評価方法も、各投稿を内容の面白さに応じて「ドッチらけ」「ヤヤうけ」「バカうけ」「肉」とランク付けするものに変更された。なお、「肉」のスクープには札幌市内の焼肉店から5000円分の食事券（札幌市内および近郊以外の場合は5000円分相当の和牛肉）を進呈。（13:15 - 13:25）2004年9月終了。
- イオン札幌元町ショッピングセンター中継：2002年6月にHBCゴルフセンター跡地にオープンしたイオン札幌元町ショッピングセンターから火曜・金曜日に斎藤こずゑが専門店街の店舗紹介・商品紹介・特売情報を中継で伝えた。（13:25 - 13:30）2003年9月終了。
- 日替わりコーナー「こんなのどう?」：日替わりで番組ディレクターが持ち回りで面白いと思った書籍・映画・お店・旅行などをHBC近くの大通公園や道庁前から一人で立って中継を行い紹介していくコーナー。また、水曜日は斎藤こずゑが「インター姉ちゃん」として登場し、今話題のホームページや役立つホームページを紹介した。（13:15 - 13:25）2002年9月終了。
- 噂のドライバー街道を行く：デビル佐々木の中継コーナー。週替わりのテーマを設定し「つまらなければ1分、面白ければ最大7分」と番組内でもコールされ、毎回中継時間が異なっていた。

現在のストリート大作戦と内容は変わらない。ちなみに「デビルのストリート大作戦」というコーナーは、「カーナビラジオ」より前に放送されていた平日午後のワイド番組「ラジオ一番通り」から「横田久のワイワイワイド」でも同じタイトルで放送していた（レポーターなどは異なる）。HBCラジオでは最長寿のコーナーともいえる。また、「デビルのマジカルアフタヌーン」は、ここから誕生した。
- ひとことナビゲーション研究所（ことナビ研究所）：YASU扮する博士がお題を出し、山根あゆみ（かつては田村美香）扮する助手がそのお題について研究として答える。2018年9月終了。
- カーナビタイムマシン～あの時代にお散歩アハハン♪～：13時台のもうひとつのメインコーナー。YASU扮する博士と山根あゆみ扮する助手がタイムマシンを用いてタイムスリップする設定で歴史上の出来事や文化を紹介する。当初はある一つの年に起こった出来事や文化などを紹介したが、後期には主に今日は何の日ネタから探って記念日の由来となった年から紹介するが、稀に江戸時代・石器時代など大まかな時代から紹介することもある（OPテーマはサディスティック・ミカ・バンドのタイムマシンにおねがい）。2021年3月26日終了。

- ミュージックスクランブル: 13時台後半に放送。ニッポン放送からのネット。（13:40 - 13:50）2021年3月26日終了。
- ミュージックナビゲーション～Mナビ!～：13時40分頃のコーナー。リスナーが気になっているアーティストの曲を邦楽・洋楽を問わずに流す。2022年3月25日終了。山根のみ担当。

### 14時台
- インターナショナルカーナビ（The日本人の不思議）：道内在住の外国人をスタジオに招き、日本との文化の違いを話し合う。（14:15 - 14:25）2002年3月終了。
- おもしろ三面記事：HBCアナウンサーが日替わりで出演し、自分が注目している事柄や趣味などを紹介するコーナー、このコーナーから船越ゆかりアナのゲーム好きが注目された。（14:44 - 14:52）2002年3月終了。
- 噂のドライバー街道を行く：13時台の中継から場所を変える場合と13時台の続きの場合があった。
- 日本列島ほっと通信 ：（TBSラジオ制作JRNネット番組）　2012年3月終了。
- 高田純次 毎日がパラダイス：（文化放送制作）（14:35 - 14:45）2012年4月から2013年3月29日まで。2013年4月1日以降は、平日17:00から17:10に単独番組として枠移動した。
- 忘れられないあの出来事：前身の「忘れられないあの一言」から発展。忘れられない出来事をリスナーから募り紹介する。その後にその忘れられない出来事のエピソードを送ってくれたリスナーからリクエストされた曲を流す。読まれた方には忘れられないグッズが贈られていた。2018年9月終了。
- マイナンバーカードナビゲーション：（木曜 14時20分頃）札幌市民を主な対象としてマイナンバーカードに関する情報や申請についてのお知らせを紹介する。
- 日替わりミニ番組（かしわプロダクション制作） 2024年9月26日終了。
  - 島田秀平の開運ラジオ（月曜日）
  - パックンマックンのワールドで行こう!（水曜日）
  - ドラマってムジカ（木曜日）

### 15時台
- 大人のカーナビカウントダウン：リスナーの個人的なテーマに沿ったベスト5を、カウントダウン形式で紹介するコーナー。現在の『DX』同様、生ゲストが登場した際はゲストのBEST5（または3）になっていた。（15:05 - 15:20）2004年3月終了。
- もしもしネットワーク：道内のイベント情報や街の話題など、現地と電話でつないで紹介。（15:20 - 15:25）
- 街角リクエスト：当初、テレマートラジオショッピングの枠であったが、同社の不祥事により急遽始まったコーナー。最初はYASUまたは美香の街角リクエストで後に中継班の大森が有名人のものまねをし、街の人から聞きたい曲をリクエストする内容。しかし、曲名は10曲から20曲の中から選ぶもので、その選んだ曲をYASU・美香・中継班の大森が歌う。末期は「○○の街角リクエスト」となっていた。（○○は大森がものまねする有名人の名前が入る。月 - 金→月・水・金 15:25 - 15:30）2007年8月 - 2009年9月
- HBCラジオショッピング：現在は「After Beat」内、17時前に放送している。
- ミュージック・ハイウェイ（TBSラジオ制作JRNネット番組）：2001年10月から「カーナビミュージック・ハイウェイ」として自社製作の芸能・スポーツ情報コーナーに変更（JRNネットCMは継続）「ドライバーズ・リクエスト」のネット受け開始により2003年3月終了。
- フェリーガイド：東日本フェリーの運行案内情報番組として、1969年から38年間にわたり同時間帯と朝8:35に放送されていた。（15:44 - 15:45）2007年9月終了。
- カーナビラジオ今日の反省会：今日の放送の中で反省すべき点を互いに「ダメ出し」し、反省させるコーナー。（15:47 - 15:54）2002年3月終了。
- カーナビ・メッセージ紹介：今日のメッセージテーマの紹介しきれなかった分を放送。うまいものナビゲーションのスタートにより2005年9月終了。
- うまいものナビゲーション：15時台後半の日替わり企画コーナー。略称、「うまナビ」。月曜日「YASUナビ」・火曜日「山ナビ」・水曜日「森ナビ」では3人がそれぞれのおススメの本や映画などを紹介する。木曜日「旬ナビ」ではリスナーやスタッフのおすすめの"旬なモノ"を紹介する。金曜日「金ナビ」では週末のイベント情報やちょっとしたことなど、なんでも紹介する。
- 特別!得する!納得!3つのトクをお届け…とくミッツ!!!：曜日別企画コーナー。通称「とくミッツ」。気分上昇ワイド ナルミッツ!!!のパロディとして、同番組のオープニングBGMに用いられるTofubeats「POSITIVE」が序盤のBGMに用いられた。初回放送時はナルミッツ司会の水野善公アナウンサーを呼び出し、放送中にタイトルコールの録音を行った。（15時台後半）2018年10月 - 2020年3月
月曜日（映画）・火曜日（本）：3人（YASU、山根、大森）のいずれの誰かのおすすめの本や映画などを紹介する。大森が担当する場合はこのコーナーまでにスタジオに戻るが、交通事情により中継もしくは電話での出演になることがある。稀に木曜日に主演してる金子智也やHBCラジオのラジオパーソナリティ（アナウンサー）や、トピッカーからの紹介もある。
水曜日（道内情報）：週替わりの北海道内のコミュニティFMから電話を繋ぎ、その地域からの情報を紹介する。ごく稀に事前収録した録音テープになる場合がある。
木曜日（専門家）：週替わりの専門家が「色んなモノ」を紹介する。2019年4月から「金子智也の手をつなごう」として金子智也が札幌市内を巡り街の人に握手をしてもらい自分自身を広める友達を作る企画「金子智也と手をつなごう!友達大募集!!」になった。2020年3月は新型コロナウイルス感染症の流行によりスタジオ入りで別のコーナーを行っていた。
金曜日（フリー）：週末の道内イベント情報を中心に、ちょっとしたことなどなんでも紹介する。
この他月1回「関博紀L.A.リポート」としてロサンゼルス支局にいる元HBCのアナウンサーの関博紀と電話で近況報告などを紹介していた。
- ドライバーズ・リクエスト（15:35頃 - 15:45頃、TBSラジオ制作JRNネット番組）2021年9月24日終了
- GIFT〜未来への贈り物〜（15:35頃 - 15:45頃、TBSラジオ制作JRNネット番組）2022年9月23日終了
- カーナビ笑顔リレー（水曜15時台後半）：上記のうまいものナビゲーションの一部。一般の人と電話を繋ぎ最近の出来事などを聞きテレフォンショッキングのように次の週の人に次々と繋げていく。紹介された人には牛乳券をプレゼントしていた。2022年3月23日終了
- 朗読のミカタ（15:35頃 - 15:45頃、TBSラジオ制作JRNネット番組）2023年3月30日終了
- インターナショナルカーナビ：北海道に在住する外国人を電話ゲストに迎え、その国と北海道との交流を深める。OP曲はUSAフォー・アフリカの「ウィ・アー・ザ・ワールド」。なお、かつて14時台に同名のコーナー（先述の14時台）が放送されていたが別内容。（水曜 15:45頃 - 、週5日の放送だった頃は2022年3月まで毎週木曜 15:45頃 - ） 2024年12月25日終了。
- 桂宮治のザブトン5（15時35分頃 - 15時45分頃、文化放送制作）2023年4月3日 - 2025年3月27日

2024年4月22日にはHBCラジオのスタジオに桂宮治と当時文化放送アナウンサーの西川あやのがゲスト出演した。
- 荻原次晴のニッポン応援団 VIVA JAPON!（月曜 15時35分頃 - 15時45分頃、かしわプロダクション制作）2025年3月31日 - 6月23日[28]

## ノベルティ
カーナビステッカー、ポケットティッシュなどがある。
2009年より聴取率調査週間には新グッズを製作しプレゼントするのが通例となっている。第1弾はTシャツ。第2弾はタオルがプレゼントされた。
2010年6月の聴取率調査週間では新グッズ第3弾としてオリジナル便所スリッパが作られた。公民館や学校の客人用といったありきたりな緑と茶色のゴムスリッパに「カーナビラジオ」と文字が入っただけの代物だが、人気を博した。最終日までは毎日抽選で10名。最終日は番組でメールが読まれた人にもれなくプレゼントとなった。
2010年12月の聴取率調査週間では新グッズ第4弾としてオリジナル軍手が作られた。どこにでもあるような白の軍手の甲の部分に「カーナビラジオ」と文字が入ったもの。1週目は毎日20人。2週目は毎日30人が当選し、合計250人に当たった。
2011年8月の聴取率調査週間では新グッズ第5弾としてオリジナル枕カバーが作られた。派手なピンクと渋い青の2色。毎日10名、合計100名に当たった。また、この約1か月後に札幌駅南口広場にて開催された「ラジオまつり2011」ではじゃんけんに勝った来場者にプレゼントされた。
さらにステッカーもリスナーからデザインが公募され、優秀作3作品がステッカーとして採用されている。
2015年8月の聴取率調査週間では8月28日の放送5000回を記念し毎日1名に「5000回カウントダウンTシャツ」をプレゼントした。
2019年の聴取率調査週間ではオリジナルコースターをプレゼント。YASUが描いたYASU・山根あゆみ・大森俊治・金子智也の似顔絵イラストをあしらい茶色と灰色の2種が用意され、また同年にはコースターに用いられたイラストを描いた番組TシャツがHBC公式ネット通販で販売された。
2023年7月の聴取率調査週間では「オリジナル”まちがいさがし”マフラータオル」を製作、黒地に青色の番組ロゴが15個あしらわれ「カーナピRadio午後一番!」「カーナビЯadio午後一番!」等誤表記のロゴを5つ混ぜたデザインとし、またタオルに用いた誤表記ロゴを集めたデザインの「オリジナル”まちがいだらけ”クオカード」1000円分もプレゼントされた。プレゼント企画の他、同年8月の新札幌サンピアザでのイベント「HBCラジフェス2023」やHBC公式ネット通販「もんすけTVストア」でも販売された。
2025年6月には番組30周年を記念し「オリジナル30Tシャツ」を制作、緑を基調に黄色のロゴの「YASUグリーン」・濃灰色を基調にピンクのロゴの「チャコール山根」の2色で「30」を縦に3つ並べ「30を3重に」の意味として下部に「carnaviradio」と書いたデザインで、6月23日よりHBC RADIO ONLINE SHOPにて発売し短期に完売したことから7月にも再販し、その後7月18日から21日開催の「HBC赤れんがプレミアムフェスト」にて紺色を基調に水色の縁取りと灰色のロゴの「インディゴYASU」・白を基調に緑の縁取りとオレンジのロゴの「山根ホワイト」の新色を販売。また10周年・20周年時の記念ステッカーの復刻デザインを含むステッカーセット「カーナビ"30"Anniversaryステッカー5枚セット」も展開され、シャツ新色同様にプレミアムフェスト開催後にHBC RADIO ONLINE SHOPにて販売。

## 番組の特別企画

### カーナビ紅白歌合戦
- 1999年から始まった、『NHK紅白歌合戦』を模した企画。主に年末のレギュラー放送最終日にて、レギュラー放送のコーナーをほぼ全て休み、男性陣はYASUキャプテン率いる白組・女性陣は山根あゆみキャプテン[36]率いる紅組に分かれ、本番組の出演者をはじめ様々なHBC関係者（番組スタッフ、コーナー出演者、アナウンサー、HBCキャラクターもんすけ、HBCの受付嬢、ラジオ営業部担当者、ラジオの電話受付担当、提供スポンサー担当者、地下社内食堂「HBCグリル」のシェフ[37]、2002年はHBC長沼修社長も出演[38]）が参加し、リスナーに1年間の感謝をしながら思い思いの扮装を纏って対決形式で歌う。各年の放送実績は以下の通り。
  1. 1999年12月30日 - 紅組勝利[39]、カーナビ年末スペシャルとして放送
  2. 2000年12月29日 - 紅組勝利[39][40]
  3. 2001年12月28日 - 紅組勝利[39]、対決数11戦[41]
  4. 2002年12月31日 - 白組勝利[42]、対決数10組[38]
  5. 2003年12月30日 - 紅組勝利、対決数9戦[43]
  6. 2004年12月30日 - 紅組勝利[44]、対決数9戦[37]
  7. 2005年12月30日 - 紅組勝利、対決数9戦[45]
  8. 2006年12月30日 - 紅組勝利、対決数10戦[46]
  9. 2007年12月29日 - 紅組勝利、対決数10戦[47]
  10. 2008年12月30日 - 紅組勝利、対決数10戦[48]
  11. 2009年12月30日 - 紅組勝利、対決数8戦[49]。ラジオは生放送、テレビは2010年1月8日に録画放送
  12. 2010年12月30日 - 紅組勝利、対決数8戦[50]。ラジオは生放送、テレビは同日深夜に録画放送
  13. 2011年12月30日 - 白組勝利、対決数8戦[51]
  14. 2012年12月28日 - 白組勝利、対決数7戦[52]
  15. 2013年12月28日 - 白組勝利[53]
  16. 2014年12月27日 - 紅組勝利、対決数8戦[54]
  17. 2015年12月29日 - 紅組勝利、対決数7戦[55]
  18. 2016年12月29日 - 紅組勝利、対決数7戦[56]
  19. 2017年12月29日 - 紅組勝利、対決数7戦[57]
  20. 2018年12月29日 - 紅組勝利、対決数6戦[58]
  21. 2019年12月28日 - 紅組勝利、対決数7戦[59]
  22. 2020年12月29日 - 紅組勝利、対決数7戦[60]
  23. 2021年12月29日 - 白組勝利、対決数8戦[61]、テーマ：ものまね[62]
  24. 2022年12月29日 - 白組勝利、対決数9戦[63]、テーマ：マジうた[64]
  25. 2023年12月27日 - 白組勝利、対決数9戦、テーマ：ラブソング[65]
  26. 2024年12月27日 - 白組勝利、対決数9戦[66]、テーマ：無し[67]
- 曲目にはお笑い芸人のネタなど、歌ではない場合もあり、2016年は佐藤彩アナウンサーが平野ノラ、大森俊治が永野のネタを披露し、永野のネタのBGMは音源化されていないためYASUが類似した音源を自作した。
- 対戦カードごとに、その対戦者にちなんだ名称をつけている。
  - 例：「センター対決」（紅組：HBCウェザーセンターの女性気象予報士・白組：カーナビ情報センター）[43]。
  - トリは「キャプテン対決」としてYASUと女性アシスタントが歌う。
- 審査員はリスナーや配信視聴者で、カーナビラジオ番組サイト内の投票フォームから投票してもらう。投票回数に上限は設けず、対決毎にどちらが良かったかを投票するようにも勧めている。またかつては電話やメールでの投票や、公開放送時にはスタジオ観覧者の挙手で投票者を行った他、抽選でプレゼントも行われた。
- 出場者は毎回いろいろな扮装をして歌うことが多いが、2003年の第5回まではラジオ第3スタジオから放送しインターネットライブカメラ「見えるラジオ」で内部の様子を配信したが出場者の位置によっては映らない場合もあった。
- その後2004年[37]から2019年にかけてはテレビでも放送することから一般客を入れた公開放送形式で実施。2009年と2010年はテレビ番組の収録も兼ねており、回を重ねるごとに規模が大きくなった。会場は以下の通り。従来と同様にインターネットライブカメラでも見ることができた。
  - 2004年、2006年 - 2008年、2013年 - 2019年：HBC本社1階ロビー
  - 2005年、2009年 - 2011年：HBC本社テレビ第1スタジオ
  - 2012年：札幌グランドホテル
  - 2020年：HBC本社地下1階HBCジュニアオーケストラ・合唱団ホール
  - 2021年 - 2023年：HBC本社テレビ第1スタジオ
  - 2024年：HBC本社テレビ第2スタジオ
- 2023年までの対戦成績は紅組の18勝、白組の7勝（第4回・第13回 - 第15回・第23回 - 第25回）となっている。
- 2012年の第14回ではUstreamにて全国へ映像のみの生配信を行った。
- 2020年の第22回は新型コロナウイルス対策に伴い一般観客を入れず、同年以降は無観客開催でHBCの動画配信サービス「HBCファンストリーム」（2023年までは「もんすけTVストア」）での有料動画配信を行っており、ラジオ放送同時の本編終了後に配信限定のアフタートークやアンコール歌唱も行う他、購入者から抽選でプレゼントも行われる。またYouTubeでダイジェスト映像の無料配信も行われる。
- 2020年からは第一興商が冠スポンサーとなり、同年から2022年は「LIVE DAM Ai presents」、2023年は「LIVE DAM AiR Presents」のタイトルを冠して開催しDAMのカラオケ音源を用いて歌唱する。

エピソード
- 番組パーソナリティのピンチヒッターなどを担当することから歌合戦に出場している斎藤こずゑは、毎回趣向を凝らしたコスプレをしており、「コスプレの女王」と呼ばれている。

斎藤こずゑによるコスプレの歴史
ナース（1999年 本物を借りてきた）→ウエスタン風（2000年 aikoより）→セーラー服（2001年 高校時代に着ていた本物）→セクシーエプロン（2002年 カレーライスの女/ソニンから）→チャイナ服（2003年 自前）→キューティーハニー（2004年）→メイド（2005年）→セクシービアガール（2006年）
- 2003年の第5回のエンディングで出演者・スタッフ全員で「世界に一つだけの花」を歌い[43]、間奏中に田村美香がYASUによるネタを盛り込んだメッセージを読んでいる途中でなぜか感極まって泣きだしてしまい、つられてみんなが泣きながら歌っていた。終了後にみんなで「なぜ泣いたんだろう?」と言いあっていた。
- 2004年の第6回では、YASUとセイコーマートのCMで共演しているタック・ハーシー（FMノースウェーブDJ）が飛び入りで出演[37]。

この年、紅組キャプテンの田村美香がたまたまピアノ教室に通っていたので「最初から今まで」（「冬のソナタ」のテーマソング）をピアノの弾き語りをし、途中で間違ってしまい号泣しながら続け、そのおかげでポイントが大量に入って紅組が勝った。
- 商品券、酒などおひねりが出場者に差し入れされることがある、小橋亜樹の場合は自分の番組でお願いしたことがある。
- 2006年の第7回では紅組として岩本勉が和田アキ子のモノマネで登場、突如として情報データの紅組票が大幅アップし、紅組に勝利をもたらした[46]。岩本はこれ以降、2008年まで和田アキ子の曲で紅組選手として出場していたがその後2009年にはジョン・レノン、2010年にはアンジェラ・アキと和田アキ子の曲以外を歌ったものの引き続き紅組として出演しギターの弾き語りをした[49][50]。
- 2009年の第11回では、2010年1月8日のテレビ放送の後MVPに該当するMVC（Most Valuable CARNAVI-KOUHAKU）を決めようと投票してもらい、1月11日の「カーナビラジオ午後一番」で発表した。ベスト5は次の通り。

| 位 | 出場者名               | 曲目/歌手名                                         | 備考・その他                                     |
| -- | ---------------------- | --------------------------------------------------- | ------------------------------------------------ |
| 1  | 室谷香菜子             | LOVE LOVE LOVE〜津軽弁バージョン〜/DREAMS COME TRUE |                                                  |
| 2  | 山根あゆみ             | 星になれたら/Mr.Children                            | ピアノによる弾き語り                             |
| 3  | 岩本勉（ガン・レノン） | スタンド・バイ・ミー/ジョン・レノン                 | ギターによる弾き語り                             |
| 4  | 大森俊治               | 自動車ショー歌                                      | 街角オールスターズ（大森による有名人のものまね） |
| 5  | YASU                   | 夢芝居/梅沢富美男                                   |                                                  |

- 2023年の第25回では、オリジナルグッズとして「オリジナルフェス風Tシャツ」をHBC公式動画配信「もんすけTVストア」のグッズ通販ページで販売。音楽フェスティバルのシャツをイメージし黒地で白の表記で表に「2023 CARNAVI 25th KOHAKUUTAGASSEN!」のロゴ、裏は主に出演番組に準じたロゴで紅白出演者名全員を記したデザインとした[68]。表示された出演者のロゴの元ネタは以下の通り。
  - YASU・山根あゆみ：カーナビラジオ午後一番!
  - 水野善公・森結有花：気分上昇ワイドナルミッツ!!!
  - 桜井宏・佐藤あや：朝刊さくらい
  - 小橋亜樹：5丁目STATION アキトム!（3スタ生）
  - 世永聖奈：きくスポ!
  - 星井彩岐・近藤肇：HBCラジオ局ロゴ
  - 高橋咲希：アニメロティック第2期
  - 室谷香菜子：美香と香菜子のおさんぽ土曜日
  - 卓田和広：ハロー! J-POP 音タク
  - 金子智也：After Beat～アフタービート～
  - すずらん：THE FIRST SLAM DUNK
  - タイトル未定：ユニット公式ロゴ
  - スポンサー出演者（ニーゴ・リユース、クラポ）：自社ロゴマーク
- 2024年の第26回では、オリジナルグッズとして「おしゃれロンT」をHBCラジオオンラインショップで販売。白地のロングTシャツで表の胸部分にエメラルドグリーンの枠と黒くポケットラジオのシルエットを描き、ラジオ部分には「carnavi kouhaku uta gassen」のタイトルと「2024 1227」の放送日が記されたほかHBCラジオにまつわるモチーフとして北海道本島・HBC局ロゴ・もんすけの全身と顔のシルエットを小さくあしらう趣向とした[69]。またYASUはTBSテレビの特別番組「ゴールデンラヴィット!」出演のため本編終了後配信限定パートに出演せず、ラヴィット特番では紅白オリジナルシャツを着用して出演した[70][71]。

### カーナビ紅白大反省会
- 2009年から、上記の「カーナビ紅白歌合戦」終了後に「大反省会」と称した30分程度の特別番組がラジオのみで放送されている。2013年は12月30日（月）12:00 - 12:50、2014年は12月29日（月）12:00 - 16:00に特別番組として放送。
- レギュラー出演者が当日の放送を振り返るフリートークのみで構成されている。

### ミッドナイトカーナビラジオ
深夜帯に放送される長時間特別番組。
HBC24時間スペシャル内
- 1999年・2000年・2002年に放送された。放送時間はいずれも土曜深夜（日曜早朝）で、1999年は25:00 - 29:00、2000年・2002年は24:00 - 28:00。
- 深夜放送ということもあり、アダルトな内容が強かった。基本的にレギュラー放送をお下劣にアレンジしたものが多く、デビル佐々木脚本演出のラジオドラマが流れた事もある[72]。
- 洞爺湖のホテルに宿泊していた斉藤こずゑと小橋亜樹が、ホテルの部屋より泥酔状態で中継を行った事もある。

ミッドナイトカーナビラジオ午前一番!
- HBC開局60周年記念番組として、2012年3月17日0:00 - 4:00（3月16日深夜）に放送。
- 主な出演者は通常放送のレギュラーであるYASU・山根・大森に加え、OB代表の関博紀も交えた4人。
- 通常放送のフォーマットをほぼ踏襲しているが、過去の例と同様に深夜でなければ放送できないような内容も含まれる。聴取者参加の「カーナビタイムショック」も、深夜3:25ごろに聴取者と電話をつないで放送。随所に独自企画も盛り込んでいる。電話受付は行わないが、メールやFAXでのテーマメッセージ受付は行った。ジングルは通常放送用のものを使用しているが、「午後」が「午前」に変えられた。
- ニュース・天気・道路情報も昼間と同様30分ごとに放送。ニュースは深夜に合わせてユーモアあふれる内容の「ゆるーいHBCニュース」、道路情報はHBC会館（本社・札幌放送局）前やお天気カメラから見える大通公園周辺の交通状況、お天気はHBC会館の窓やお天気カメラから見える範囲の天気を放送した。
- 独自企画
  - 笑ってはいけないYO!：事前に聴取者などから募集したネタに対して、ジャッジ役の関を除く3名の出演者が笑わないで耐えられるかを試す。笑った者はその都度デコピンを受け、もっともデコピンが多かった大森が罰ゲームとして、HBC会館内での肝試しを行った。

おいしいミッドナイト カーナビラジオ
- HBC開局65周年記念特別番組『おいしいラジオ』の2日目最初（タイムテーブル上は1日目最後）の1コーナーとして、2017年3月26日1:00 - 5:00（3月25日深夜）に生放送。
- 主な出演者は、YASU・山根・大森に加え、たまたまLAから一時帰国していた関も参加した[73]。
  - 元々は水野善公アナウンサーが出演予定だったが、水野が『おいしいラジオ』の総合司会が激務であることを考慮して変更された。
- これとは別に、『おいしいラジオ』の1コーナーで同日16時台に行われるカーナビラジオのスピンオフ『おいしいトーク 爆笑問題×YASU・山根～ラジオって何?（仮）』の感想戦も。
- コーナー
  - 重大発表：前日の放送から「カーナビメンバーの誰かに何かが起こる」とされていた重大発表が「YASUが人生初の丸刈りにする」であると発表され、番組中数回に分けてカットされ丸刈りになった。
  - 笑ってはいけないYO!：1時台の企画。2012年と同様であるが、今回はスタッフからの暴露ネタが主だった。
  - カーナビタイムショック：HBCパーソナリティに対して生電話で出題し、7問以上正解でH.I.S.提供の海外旅行を回答者にプレゼント、6問以下であれば回答者が番組グッズ等を自腹でリスナープレゼントする。1時台は小橋亜樹、2時台は桜井宏、3時台は卓田和広アナウンサー、中野智樹が挑戦し、全員自腹プレゼントとなった。また、中野の際は大森も「相方」トムの連帯責任としてロミオマシーンのアルバムをプレゼントさせられた。
  - シックスパッカーズ：2時台の企画。2017年初にスマホの腹筋アプリ「シックスパック」にはまったYASUがディレクターと組んだユニットであり、バキバキに割れた腹筋を披露する予定であったが、血圧が高いことにより過度な運動にドクターストップがかかった為、ディレクターとアキラ100%のように銀のお盆で股間を隠した大森(俊治100%)が過酷なトレーニングを行った。
  - 歌声喫茶「やっちゃん」：3時台の企画。店主のやっちゃんことYASUがギターを弾き、関がハーモニカを吹き、山根・大森及びフレディ・マーキュリーに扮した澤田局長が歌った。尚、これ以降通常放送で歌手・アーティストのゲスト出演の際に、「カーナビエンタメハイウェイ」内にて歌声喫茶「やっちゃん」企画を行うことがある（前述）。
  - チョイスナビゲーション～ちょすなび～：通常時のコーナーであるが、ロミオマシーンのボーカル大森をゲストに2回に分けて行われた。事前収録であり、大森曰く「出演者のトイレタイム」。

### スタジオでビールかけ大会
- 記念すべき第1回は2006年9月28日放送分。北海道日本ハムファイターズがパ・リーグの1位通過を確定させた事で開催された[74]。当然スタジオ内で本格的にビールかけはできない為、大きいタライに顔を突っ込み、その上から缶ビールをかけられるというものである。当然終了後は凄まじいビールの臭いがスタジオ内にこもる事になる。
- その後、リーグ優勝、日本一の際にも開催し2007年もクライマックスシリーズ優勝時に開催。2008年は埼玉西武ライオンズの大ファンである関アナに対して行った[75]。
- 2009年以降は行われていない。